# Piper corozalanum
Piper corozalanum är en pepparväxtart som beskrevs av William Trelease. Piper corozalanum ingår i släktet Piper och familjen pepparväxter. Inga underarter finns listade i Catalogue of Life.